# Urban Dance Squad
Urban Dance Squad é uma banda neerlandesa de rap rock formada na cidade de Utrecht em 1986. O estilo musical da banda é descrito como uma mistura de gêneros, incluindo hard rock, funk, soul, hip hop, reggae, jazz e ska e é muitas vezes comparada com bandas como Rage Against the Machine, Red Hot Chili Peppers e Fishbone.

## História
Urban Dance Squad foi formada em uma reunião no clube De Vrije vloer em Utrecht, no final de 1986, resultando na primeira banda de rap rock neerlandesa.

### Mental Floss for the Globe
Urban Dance Squad gravou seu primeiro álbum de estúdio, Mental Floss for the Globe, no estúdio ICP em Bruxelas, Bélgica. Lançado em 1989, o álbum culminou no número 54 na Billboard Hot 200. O single do álbum Deeper Shade of Soul alcançou o número 21 no Billboard Hot 100.

### Persona non Grata
Em 1994, foi lançado o álbum Persona non Grata, que inclui os singles "No Honestly" and "Candy Strip Exp". Com a saída de DJ DNA, a banda decidiu manter uma abordagem mais agressiva do que em seus dois álbuns anteriores, resultando no álbum mais fortemente influenciado no heavy-metal da banda. A mudança estilística resultou em algum sucesso na Europa.

### Artantica
Em 9 de maio de 2000, a banda lançou o seu quinto e último álbum de estúdio. O álbum é considerado como o retorno da banda as suas raízes. Urban Dance Squad foi dissolvida no ano seguinte, embora eles tenham tocados juntos em 2006.

## Membros

### Formação final
- Rudeboy Remmington - Voz
- Tres Manos - Guitarra
- Sil - Baixo
- Michel Schoots - Bateria
- DJ DNA - DJ

## Discografia

### Álbuns de estúdio
- Mental Floss for the Globe (1989)
- Life 'n Perspectives of a Genuine Crossover (1991)
- Persona Non Grata (1994)
- Planet Ultra (1999)
- Artantica (2000)

### Ao vivo
- Beograd Live (1997)

### Compilações
- The Singles Collection (2006)

### Singles
- "Deeper Shade of Soul"
- "No Kid"
- "Fast Lane"
- "Bureaucrat of Flaccostreet"
- "Routine"
- "Grand Black Citizen"
- "Candy Strip Exp."
- "Demagogue"
- "Dresscode"
- "Temporarily Expendable"
- "Carbon Copy"
- "Ego"
- "Craftmatic Adjustable Girl"
- "Happy Go Fucked Up"

## Outros

### Filmes
- "Fast Lane" está presente no filme Pump Up the Volume.[7]
- "Good Grief" está presente no filme Hackers.[8]
- "Demagogue" está presente no filme Crazy/Beautiful,[9] e também no filme Gigli.[10]

### Documentário
- 5 jaar wanorde (5 anos de caos) é um documentário em duas partes sobre Urban Dance Squad, dirigido por Bram van Splunteren para a TV neerlandesa VPRO, originalmente transmitida em 1992.